# Edward Mordake
Edward Mordake foi o personagem principal de uma famosa lenda urbana de origem norte-americana.

## História
De acordo com a lenda, ele teria sido um herdeiro de um pariato da Inglaterra do século XIX que possuía um rosto adicional na nuca, incapaz de comer ou falar mas capaz de rir e chorar; muitos acreditavam que os olhos da segunda face os seguiam. Ele era herdeiro de uma nobre casa na Inglaterra no final do século XIX. Edward teria implorado aos médicos que removessem sua "cabeça demoníaca" pois, além do espanto causado aos demais, ela também, supostamente, sussurrava-lhe coisas horríveis durante a noite, mas nenhum médico quis fazê-lo, visto que uma cirurgia deste tipo comprometeria sua vida. Mordake acabou por cometer suicídio aos 23 anos.
Ao cometer o suicídio, várias são as teorias de sua morte, algumas falam em veneno e outras falam de uma “bala entre os olhos de sua outra face”. Deixou um bilhete aos seus familiares no qual suplicava que o segundo rosto fosse retirado e destruído antes do seu enterro. Ele tinha receio de que o rosto, dito por ele como demoníaco, o incomodasse durante a eternidade de morte. Acredita-se que tal lenda tenha origem em uma publicação do poeta Charles Lotin Hildreth no Post Sunday de 1895.